# Gmina Audubon (Iowa)

Położenie Gminy Audubon w hrabstwie Audubon

Gmina Audubon (ang. Audubon Township) – gmina w USA, w stanie Iowa, w hrabstwie Audubon. Według danych z 2000 roku gmina miała 226 mieszkańców.